# Kala-azar
Visceral  leishmaniasis, kala-azar (efter hindi kālā āzār, "svart sjuka" (ej svartsjuka), "svart feber"), även kallad "svartfeber", är en tropisk infektionssjukdom orsakad av en protozo (Leishmania donovani eller Leishmania infantum), som överförs genom bett av sandmyggor. Insekten förekommer i tropiska och tempererade områden över hela världen.
Spridning av protozoen sker vid bett av sandflugans hondjur, som är blodsugande, vanligen under natten på sovande offer. När flugan biter ett infekterat djur intar den patogen tillsammans med insuget blod. Denna kan sedan överföras till människa vid bett.
Inkubationstiden är mycket lång, tre månader – två år. Sjukdomen yttrar sig i feber, avmagring, diarré och förstoring av mjälte, lever och lymfkörtlar. En patient som drabbats av sjukdomen kan under vissa förhållanden bygga upp immunitet.
Den traditionella behandlingen sker med pentavalenta antimonföreningar som natriumstiboglukonat eller meglumin antimoniat. Liksom för flera andra tropiska infektionssjukdomar, kan noteras en ökande resistens hos de aktuella parasiterna och utveckling av nya kemoterapier pågår ständigt. Sjukdomen är mycket dödlig utan behandling, dock.
Även utveckling av förebyggande medel pågår, men år 2012 fanns fortfarande inget godkänt vaccin.